# Tilda Lovell
Tilda Lovell, född 18 december 1972 i Mölndal, är en svensk konstnär med huvudsaklig inriktning mot skulptur, installation och animation.
Tilda Lovell utbildade sig på Hovedskous konstskola i Göteborg 1996–1998 och på Kungliga Konsthögskolan i Stockholm 1998–2003. Hon har haft ett antal separatutställningar på gallerier i främst Stockholm och Göteborg.
Hon fick Maria Bonnier Dahlins stipendium 2003, Ragnar von Holtens stipendium 2011 och Bernadotte Art Award 2014. 2017 tilldelades hon Sten A Olssons kulturstipendium.

## Utställningar i urval
- The Queen Conch, Norrtälje konsthall, 2017[4]
- Separatutställningar Lars Bohman Gallery, 2005[5], 2008[6], 2014[7]
- Samlade stipendiater, Bonniers konsthall, 2016[8]
- Idyll, Turku Biennal, Finland, 2013[9]
- Alma Lövs Art Museum Ö. Ämtervik, Sweden[10]
- Drömmare, Millesgården, 2009

## Offentliga verk i urval
- Margaretha Krooks staty, 2001, bronsskulptur vid Dramaten signerad med Marie-Louise Ekman, Heinrich Muellner och Hanna Beling.
- Oraklet, 2015, bronsskulptur korsningen Kyrkogatan/Korsgatan, Göteborg[11]
- ”The Other Tree”, 2012, fasaden till Dans- och cirkushögskolan i Stockholm
- Fauna, 2010, Linköpings universitetpark och utanför Borås konstmuseum
- Flora och fauna, två skulpturer, glasfiberarmerad plast respektive brons, 2009, parkeringshuset Solursgaraget i Vällingby i Stockholm[12]
- Monkeyhat, 2003, centrum i Landvetter

## Bildgalleri

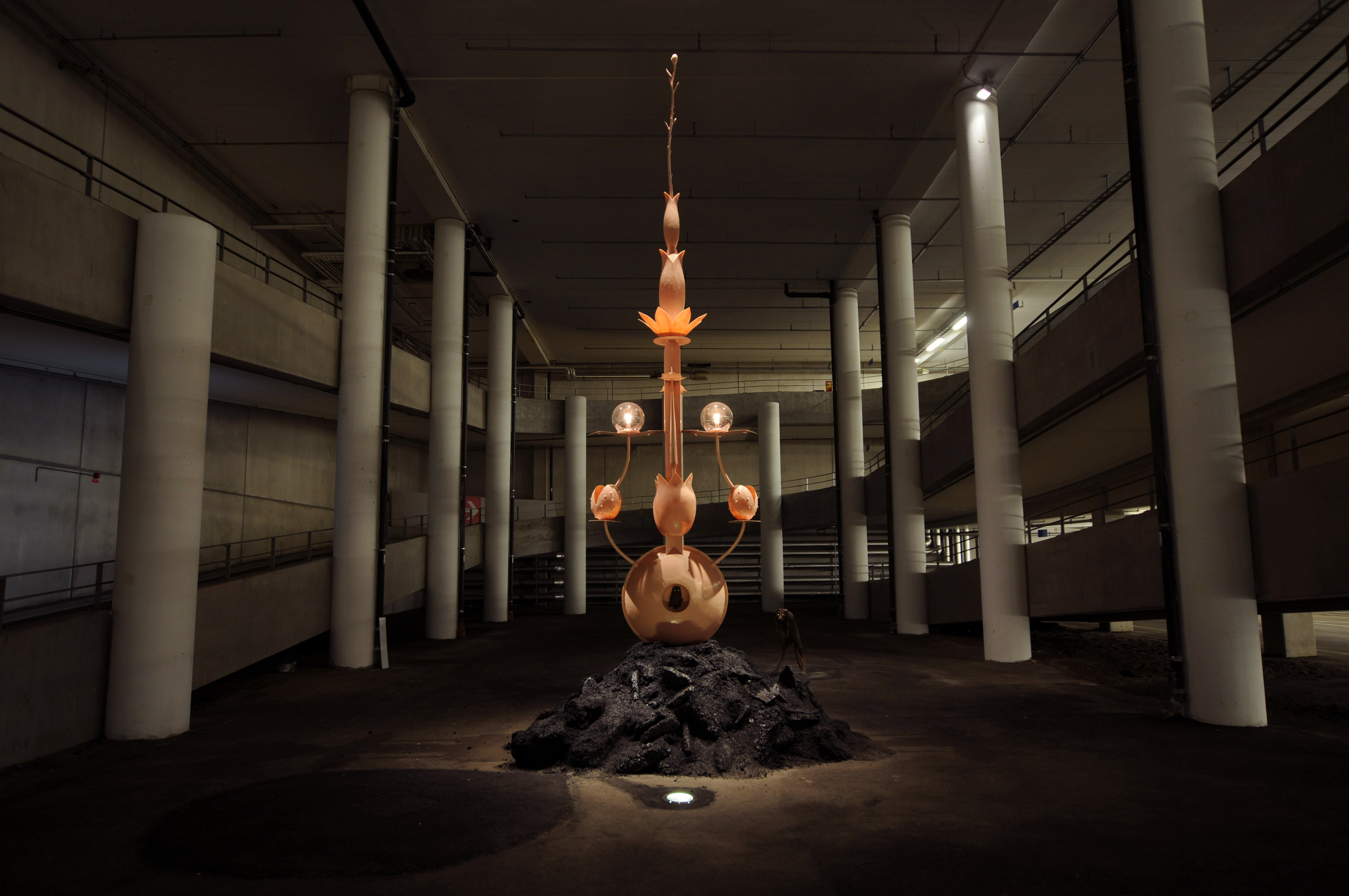
Flora och Fauna är ett offentligt verk beläget längst ner i Solursgaraget i Vällingby. Höjd: 6m. Material: Polyester, lackat stål, brons.
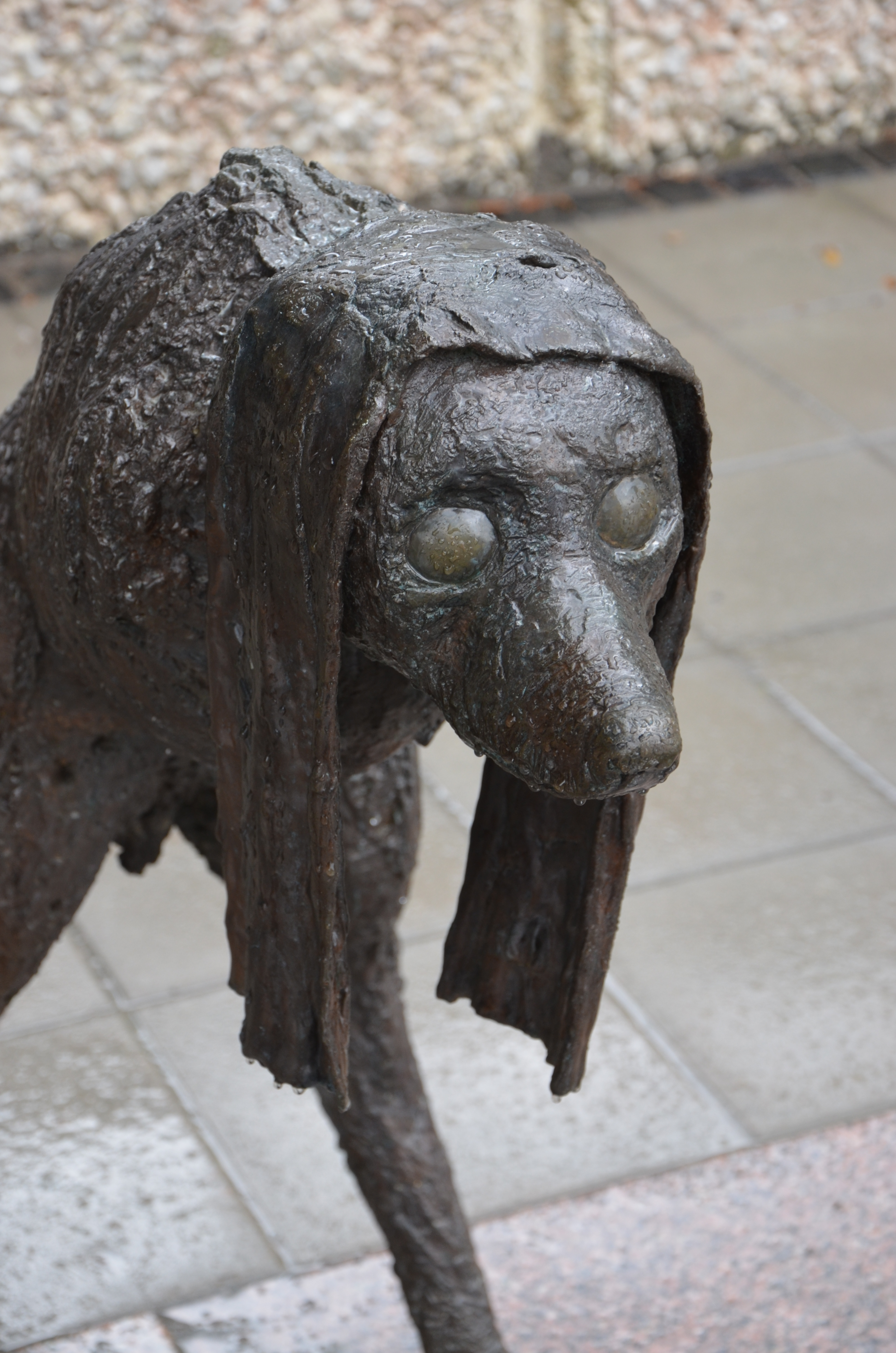
Fauna i Borås
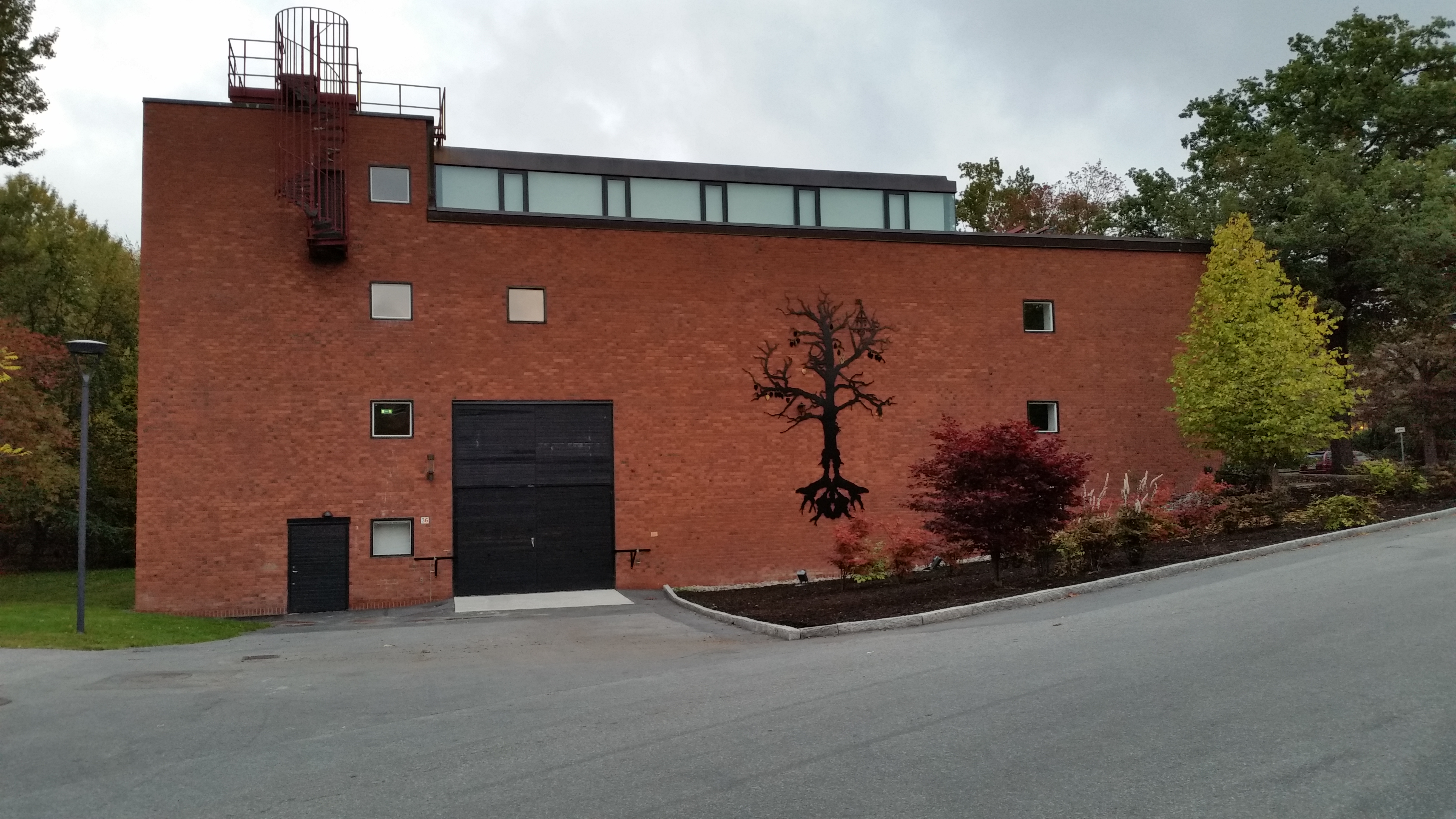
The other tree i Stockholm
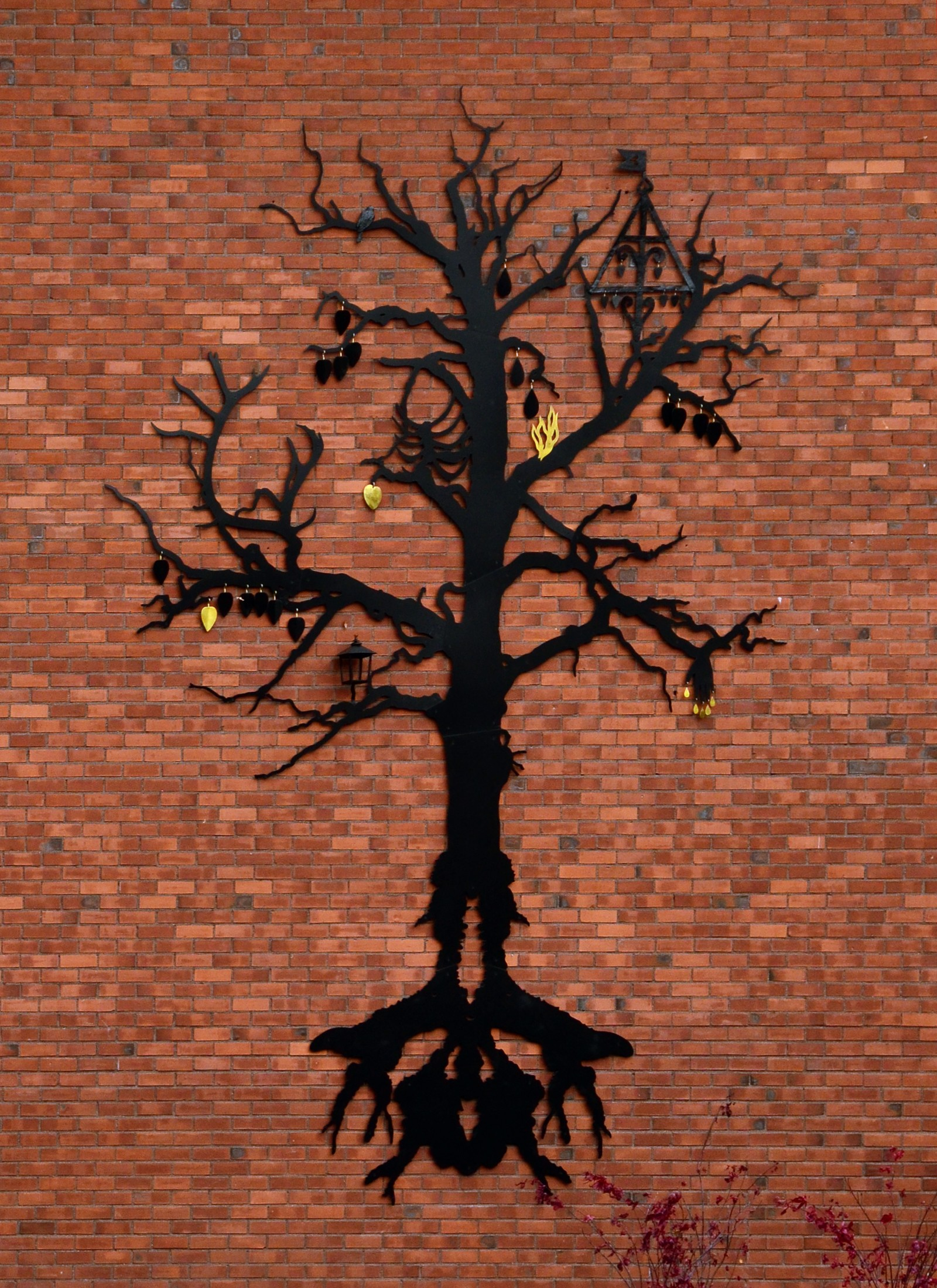
The other tree